# 스웨덴의 세계유산

스웨덴의 세계유산은 세계유산 위원회를 거쳐 유네스코 세계유산에 등재된 스웨덴의 세계유산을 일컫는다. 스웨덴는 1985년 1월 22일 유네스코 협약에 비준한 이래, 13건의 문화유산과, 1건의 자연유산, 1건의 복합유산을 보유하고 있다.

## 목록

### 문화유산
| No. | 사진 | 등록명                        | 소재지                                                                                  | 등록년도 | 등록기준      | 유네스코 지정번호 | 비고             |
| 1   |      | 드로트닝홀름 왕실 영지        | 스톡홀름주                                                                              | 1991년   | (ⅳ)           | 559               |                  |
| 2   |      | 비르카와 호브가르텐           | 스톡홀름주                                                                              | 1993년   | (ⅲ), (ⅳ)      | 555               |                  |
| 3   |      | 엥겔스베리 제철소             | 베스트만란드주                                                                          | 1993년   | (ⅳ)           | 556               |                  |
| 4   |      | 타눔 암각화                   | 베스트라예탈란드주                                                                      | 1994년   | (ⅰ), (ⅲ), (ⅳ) | 557               |                  |
| 5   |      | 스코그쉬르코고르덴 묘지공원   | 스톡홀름주                                                                              | 1994년   | (ⅱ), (ⅳ)      | 558               |                  |
| 6   |      | 한자 동맹 도시 비스뷔         | 고틀란드주                                                                              | 1995년   | (ⅳ), (ⅴ)      | 731               |                  |
| 7   |      | 룰레오의 감멜스타드 성당 마을 | 노르보텐주                                                                              | 1996년   | (ⅱ), (ⅳ), (ⅴ) | 762               |                  |
| 8   |      | 칼스크로나 항구               | 블레킹에주                                                                              | 1998년   | (ⅱ), (ⅳ)      | 871               |                  |
| 9   |      | 욀란드 남부 농업 경관         | 칼마르주                                                                                | 2000년   | (ⅳ), (ⅴ)      | 968               |                  |
| 10  |      | 팔룬의 구리 광산 구역         | 달라르나주                                                                              | 2001년   | (ⅱ), (ⅲ), (ⅴ) | 1027              |                  |
| 11  |      | 바르베리 무선 방송국          | 할란드주                                                                                | 2004년   | (ⅱ), (ⅳ)      | 1134              |                  |
| 12  |      | 스트루베 측지 아크            | 스웨덴 노르웨이 러시아 핀란드 에스토니아 라트비아 리투아니아 벨라루스 몰도바 우크라이나 | 2005년   | (ⅱ), (ⅲ), (ⅵ) | 1187              | 10개국 공동 등재 |
| 13  |      | 헬싱란드의 장식 농장가옥      | 예블레보리주                                                                            | 2012년   | (ⅴ)           | 1282              |                  |

### 자연유산
| No. | 사진 | 등록명                      | 소재지                                    | 등록년도 | 등록기준 | 유네스코 지정번호 | 비고               |
| 1   |      | 크바르켄 군도와 하이 코스트 | 스웨덴 베스테르노를란드주 핀란드 포흐얀마 | 2000년   | (ⅷ)      | 898               | 핀란드와 공동 등재 |

### 복합유산
| No. | 사진 | 등록명        | 소재지     | 등록년도 | 등록기준               | 유네스코 지정번호 | 비고 |
| 1   |      | 라포니안 지역 | 노르보텐주 | 1996년   | (ⅲ), (ⅴ), (ⅶ) (ⅷ), (ⅸ) | 774               |      |